# Малое Боротно
Малое Боротно — деревня в Окуловском муниципальном районе Новгородской области — деревня в Окуловском муниципальном районе Новгородской области, относится к Боровёнковскому сельскому поселению.
Деревня расположена юго-западе озера Черно́го на Валдайской возвышенности, в 20 км к северо-западу от Окуловки (30 км по автомобильной дороге), до административного центра сельского поселения — посёлка Боровёнка 9 км (11 км по автомобильной дороге).
Неподалёку, в 1 км к востоку, у озера Белое — деревня Большое Боротно.
| 2010 |
| ---- |
| 0    |

## История
До 2005 года деревня входила в число населённых пунктов подчинённых администрации Боровёнковского сельсовета, после вошла в число населённых пунктов Боровёнковского сельского поселения.

## Транспорт
Ближайшая железнодорожная станция расположена в Боровёнке. Через деревню проходит автомобильная дорога из Боровёнки в Заручевье.